# Paola Tirados
Paola Tirados Sánchez (Las Palmas, 14 gennaio 1980) è una sincronetta spagnola, vincitrice di una medaglia d'argento ai Giochi olimpici di Pechino 2008.
Ha partecipato a tre edizioni consecutive dei Giochi olimpici dal 2000 al 2008 e vinto numerose medaglie nei Mondiali ed Europei. Ha gareggiato in duo in coppia con Gemma Mengual.

## Palmarès
| Anno | Manifestazione  | Sede       | Evento      | Risultato | Prestazione |
| ---- | --------------- | ---------- | ----------- | --------- | ----------- |
| 2000 | Europei         | Helsinki   | Duo         | Bronzo    | 96,080      |
| 2000 | Giochi olimpici | Sydney     | Duo         | 8ª        | 94,520      |
| 2001 | Mondiali        | Fukuoka    | Duo         | 5ª        | 94,977      |
| 2001 | Mondiali        | Fukuoka    | Squadre     | 5ª        | 94,993      |
| 2002 | Europei         | Berlino    | Duo         | Argento   | 97,900      |
| 2002 | Europei         | Berlino    | Squadre     | Argento   | 98,100      |
| 2003 | Mondiali        | Barcellona | Duo         | Bronzo    | 96,667      |
| 2003 | Mondiali        | Barcellona | Combinato   | Argento   | 97,333      |
| 2004 | Europei         | Madrid     | Duo         | Argento   | 97,600      |
| 2004 | Europei         | Madrid     | Combinato   | Oro       | 97,900      |
| 2004 | Giochi olimpici | Atene      | Duo         | 4ª        | 95,833      |
| 2004 | Giochi olimpici | Atene      | Squadre     | 4ª        | 96,333      |
| 2005 | Mondiali        | Montréal   | Duo         | Argento   | 98,167      |
| 2005 | Mondiali        | Montréal   | Squadre     | Bronzo    | 97,750      |
| 2005 | Mondiali        | Montréal   | Combinato   | Bronzo    | 97,167      |
| 2006 | Europei         | Budapest   | Duo         | Argento   | 97,500      |
| 2006 | Europei         | Budapest   | Squadra     | Argento   | 97,300      |
| 2006 | Europei         | Budapest   | Combinato   | Argento   | 95,900      |
| 2007 | Mondiali        | Melbourne  | Duo libero  | Argento   | 97,667      |
| 2007 | Mondiali        | Melbourne  | Duo tecnico | Argento   | 97,500      |
| 2007 | Mondiali        | Melbourne  | Libero      | Argento   | 98,500      |
| 2007 | Mondiali        | Melbourne  | Tecnico     | Bronzo    | 96,167      |
| 2008 | Europei         | Eindhoven  | Squadre     | Oro       | 97,800      |
| 2008 | Europei         | Eindhoven  | Combinato   | Oro       | 97,900      |
| 2008 | Giochi olimpici | Pechino    | Squadre     | Argento   | 97,833      |